# Ferry van Vliet
Ferry  van Vliet (Rotterdam, 18 agosto 1980 – Moerdijk, 25 maggio 2001) è stato un calciatore olandese, di ruolo centrocampista.

## Biografia
Nato a Rotterdam, Paesi Bassi, divenne calciatore.
Van Vliet morì il 25 maggio del 2001 insieme alla sua ragazza di 24 anni, Fiona van Rosendaal, in un incidente automobilistico nei pressi di Moerdijk.

## Carriera
Van Vliet crebbe calcisticamente nel NAC Breda, di cui entrò a far parte della prima squadra a partire dal 1999 sino alla morte sopraggiunta nel maggio 2001, giocando 36 partite , di cui 11 in Eredivisie.

## Palmarès

### Club

#### Competizioni nazionali
- Eerste Divisie: 1

NAC Breda: 1999-2000